# Попов, Филипп Степанович
Фили́пп Степа́нович Попо́в (23 октября 1824 — 10 октября 1884) — офицер Российского императорского флота, участник Крымской войны, Георгиевский кавалер, полковник Корпуса морской артиллерии.

## Биография
Филипп Степанович Попов родился 11 октября 1824 года. Происходил из дворян Воронежской губернии.
В службе с 1838 года. В 1850 году, после окончания Черноморского артиллерийского училища в г. Николаеве, произведён в прапорщики Корпуса морской артиллерии с направлением на Балтийский флот. Служил на разных кораблях, в 1854 году был произведён в подпоручики

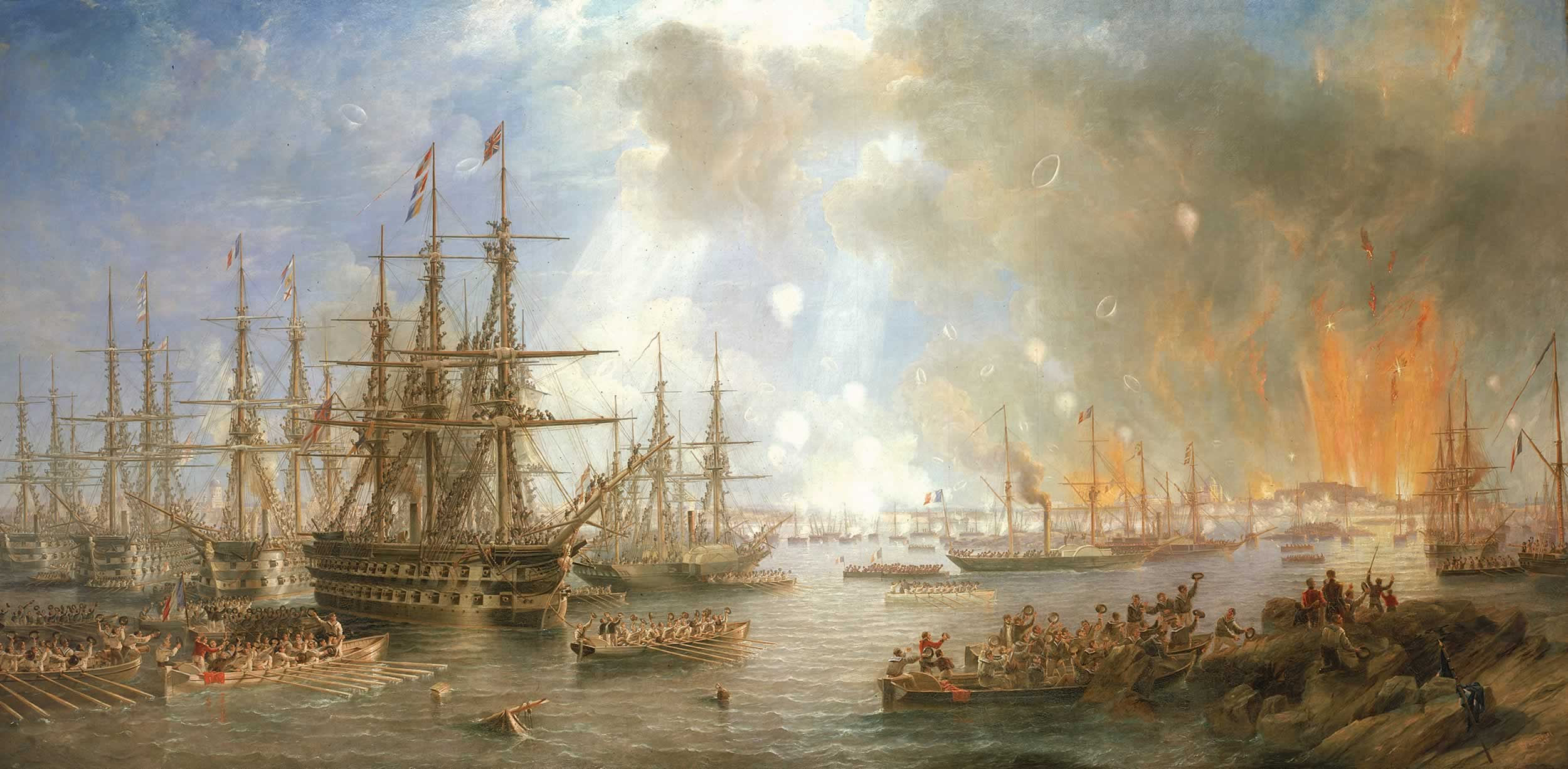
Бомбардировка Свеаборга 28 июля (9 августа) 1855 года. Худ. Джон Кармайкл

В 1855 году во время Крымской войны англо-французская эскадра в Балтийском море предприняла трехдневную бомбардировку крепости Свеаборг и 120-пушечного линейного корабля «Россия», защищавшего «Свеаборгский проход».
28 июля 1855 года, в первый день бомбардировки, пятипудовая бомба, выпущенная с одного из неприятельских кораблей, пробила все палубы «России» и оказалась у входа в крюйт-камеру, открытую для подачи пороха. Подачей распоряжался подпоручик Попов. Закрыв дверь в крюйт-камеру, он залил водой шипящую дистанционную трубку упавшей бомбы и спас корабль от взрыва. Высочайшим Указом от 16 ноября 1855 года «согласно удостоянию местной Кавалерственной Думы ордена Св. Георгия подпоручик корпуса морской артиллерии Попов-4 в награду примерной храбрости и неустрашимости, оказанных в первый день, 28 июля 1855 г., бомбардирования англо-французским флотом крепости Свеаборг» награждён орденом Святого Георгия 4-й степени (№ 9627). В 1856 году награждён бронзовой медалью «В память войны 1853—1856»
После Крымской войны продолжил службу на Балтийском море. С 28 октября 1860 года штабс-капитан 26 флотского экипажа Попов был старшим артиллерийским офицером на учебно-артиллерийском корабле «Прохор», который на Ревельском рейде проводил обучение комендоров и выполнял учебные стрельбы. В 1860 году на корабле также проходили испытания ракет конструкции генерал-майора К. И. Константинова. Затем Ф. С. Попов служил на парусно-винтовых линейных кораблях «Гангут» и «Император Николай I».
В 1864 году награжден орденом Святого Владимира 4-й степени. 1 января 1866 года произведён в капитаны, заведовал стрельбищем. 10 апреля 1867 года назначен командиром 1-го учебного морского экипажа. В 1869 году награждён орденом Святого Станислава 2-й степени.
Последние годы жизни в чине полковника командовал батареей «Князь Меншиков» в Кронштадте. За отличия по службе был награжден орденом Святой Анны 2-й степени и императорской короной к ордену Святого Станислава 2-й степени.
Был женат. Сын Павел стал военным моряком, офицером Корпуса флотских штурманов.
Умер Филипп Степанович Попов 28 сентября 1884 года в Кронштадте. Похоронен на Кронштадтском городском кладбище

## Память
Имя Попова Филиппа Степановича увековечено на мраморной плите в верхней церкви собора Святого Равноапостольного князя Владимира, где нанесены имена 72 офицеров Морского ведомства, кавалеров ордена Святого Георгия с доблестью защищавших Отечество в период Крымской войны 1853—1856 годов.